# جيري برغر
جيري برغر (بالتشيكية: Jiří Burger)‏ هو لاعب هوكي الجليد تشيكي، ولد في 8 مايو 1977 في كلادنو في التشيك.

## وصلات خارجية
- جيري برغر على موقع EliteProspects.com (الإنجليزية)
- جيري برغر على موقع Eurohockey.com (الإنجليزية)
- جيري برغر على موقع HockeyDB.com (الإنجليزية)